# Ursus wenzensis
Ursus wenzensis – wymarły gatunek ssaka z rodziny niedźwiedziowatych (Ursidae), zamieszkującego na terenie Polski w pliocenie. 

## Historia odkrycia i badań
Kopalne ślady występowania gatunku wypreparował z brekcji kostnej zebranej w rezerwacie przyrody Węże polski zoolog Jan Stach. Formalny opis U. wenzensis zamieścił w czasopiśmie „Acta Geologica Polonica” w 1959 roku. W 1969 roku zoolog i paleozoolog Zbigniew Ryziewicz dokonał porównania rozwoju żuchw i uzębienia gatunków Ursus wenzensis Stach z czaszkami niedźwiedzia brunatnego (U. arctos L.), niedźwiedzia polarnego (U. (Thalarctos) maritimus Phipps) i U. etruscus Cuvier. Na podstawie badań przedstawił wnioski, że najwcześniejszymi przedstawicielami plioceńskich niedźwiedzi rodzaju Ursus były U. boeckhi Schlosser i U. ruscinensis Deperet. Ich prawdopodobnym praprzodkiem był Ursavus brevirhinus Hofmann. Potomkiem gatunku U. boeckhi był U. wenzensis. 

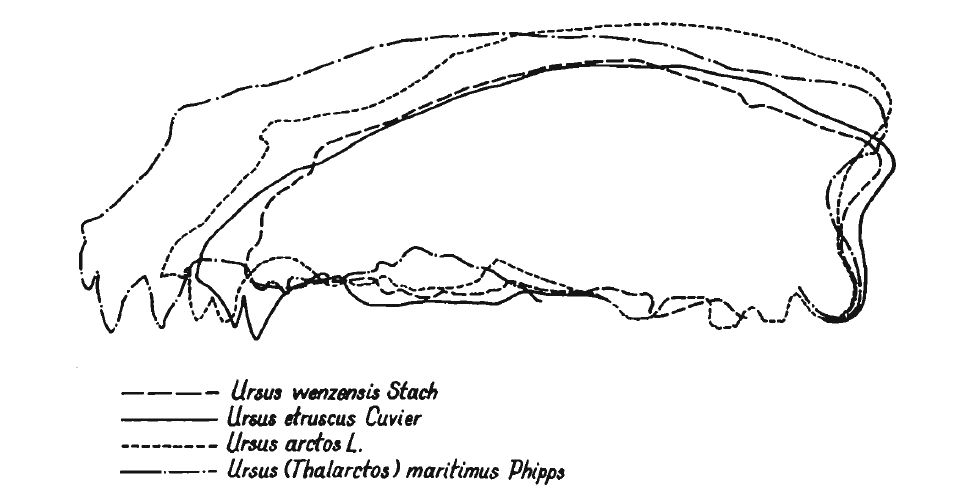
Schemat zarysu profili czaszek U. wenzensis, U. etruscus, U. arctos, U. maritimus

Uzębienie U. wenzensis jest podobne do uzębienia niedźwiedzia malajskiego (Helarctos malayanus Raffles). Szczebel ewolucyjny U. wenzensis jest porównywalny ze szczeblem ewolucyjnym U. etruscus czy U. arvernensis, ale ich ewolucja podążała w różnych kierunkach rozwojowych.

## Okazy kośćcaU. wenzensisw zbiorach
W zbiorach muzealnych znajduje się niewiele wypreparowanych okazów kośćca U. wenzensis. Czaszka holotypu, którym był osobnik młody, oraz czaszka osobnika dorosłego są w posiadaniu Zakładu Zoologii Systematycznej PAN. Okazy kośćca U. wenzensis znajdują się także w zbiorach Muzeum Ziemi PAN w Warszawie.